# Henri Murger
Henry Murger (París, 27 de marzo de 1822 - Ib., 28 de enero de 1861) fue un escritor francés.

## Biografía

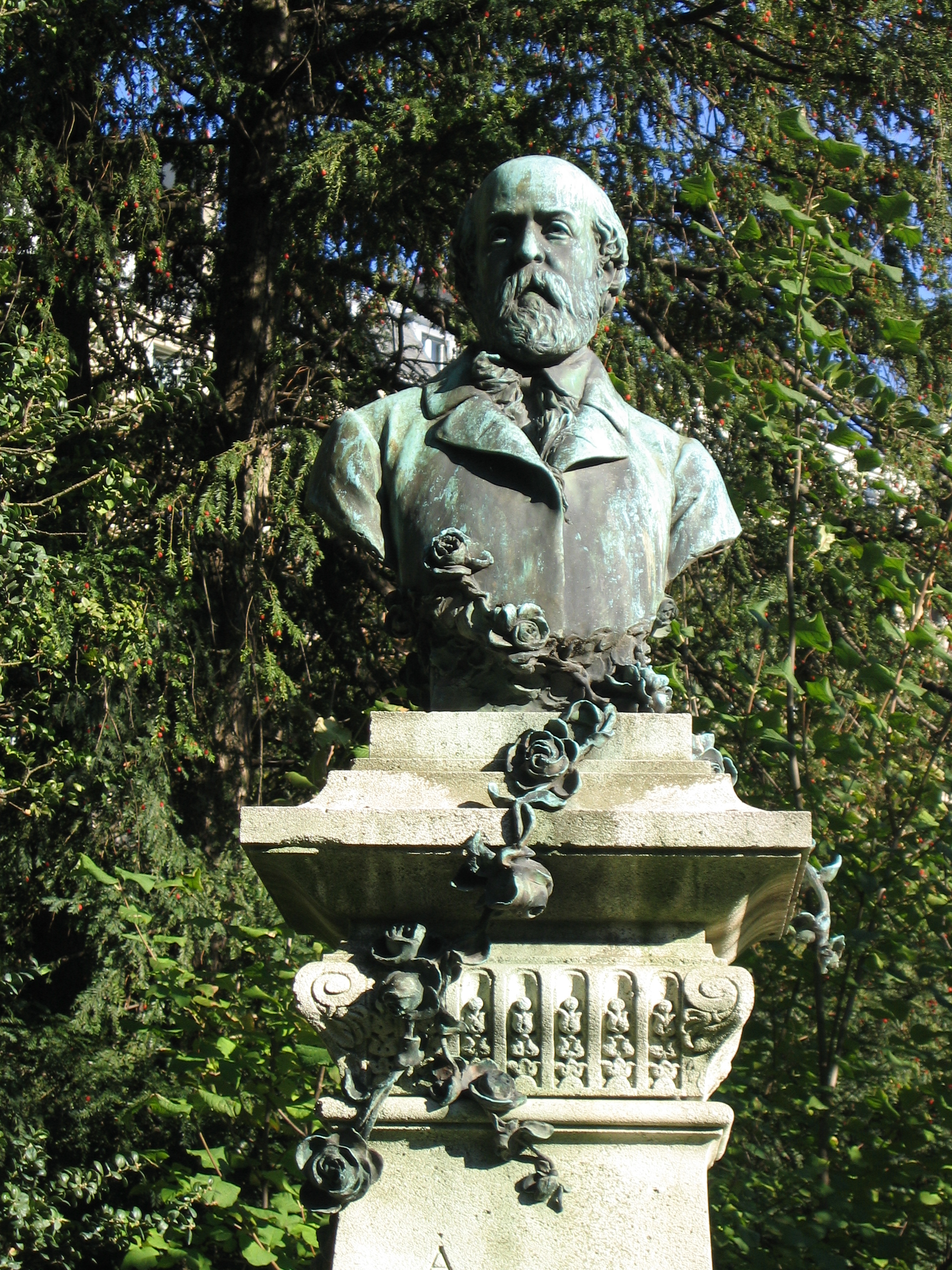
Busto de Henry Murger situado en el Jardín de Luxemburgo. Obra de 1895 del escultor Henri Théophile Bouillon.

Hijo de un portero saboyano que simultaneaba ese oficio con el de sastre, su madre le costeó con grandes sacrificios una educación. Pasó su juventud entre "Los bebedores de agua", un conjunto de paupérrimos artistas del Barrio latino en París, quienes no tenían dinero para los vinos finos. El escritor Victor Jouy, que vivía en la misma casa de la que el padre de Henri era portero, le consiguió el cargo de secretario del diplomático e historiador ruso conde Jakob o Yakob Nikolaïevitch Tolstoi (1791-1867), empleo que conservó hasta 1848. Muerta su madre, Henri, que no congeniaba con su padre, se entregó a una vida desordenada  de bohemia dedicándose para subsistir a colaborar en revistas infantiles y de modas, ocupación que apenas le llegaba para malcomer. Acuciado por las deudas aceptó ser redactor jefe de una revista de sombrereros titulada El Castor. 
Sin embargo no renunciaba a conseguir la gloria literaria y escribía versos y prosas que intentaba poner en revistas de más fuste. Una poesía que llevó a las manos de Arsène Houssaye le ayudó a conseguir colaboraciones en distintos periódicos, y su fantasía "Amores de un grillo", publicada en L'Artiste, comenzó a cimentar su fama de buen escritor. Pero la obra por la que alcanzó la celebridad y por la que más se le recuerda es su autobiográfica Scènes de la vie de bohème, Escenas de la vida bohemia (1847-1849), un conjunto de relatos con personajes comunes publicado al principio como folletín en Le Corsaire y luego en volumen en 1849, y cuya versión teatral, elaborada a cuatro manos con su amigo el poeta Théodore Barrière (La vie de bohème, "La vida de bohemia") fue representada con gran éxito en el Teatro des Variétés de París el 22 de noviembre de 1849. Esta pieza sirvió de base a dos óperas, una de Giacomo Puccini y la otra de Ruggiero Leoncavallo, ambas tituladas La bohème, la opereta Das Veilchen vom Montmartre (Imre Kálmán Koppstein), la zarzuela "Bohemios" de Amadeo Vives y el musical de Broadway, Rent, aparte de la versión cinematográfica de Aki Kaurismaki. La particularidad de esta versión dramática es la de concentrar el interés dramático en torno a la enfermedad y muerte de la prostituta Mimí, que constituye el patético episodio final. 
La obra narrativa original es una serie de esbozos costumbristas, entre románticos y realistas, entre humorísticos y trágicos, de su vida entre los "Bebedores de agua", sus amigos, a los que cambia el nombre, un conjunto de artistas y escritores mediocres y hambrientos del Barrio latino de París. Él aparece en la obra bajo el nombre de Rodolfo y la obra alcanzó tal éxito que sacó del arroyo a su autor y creó el término bohemia como sinónimo de un estilo de vida extravagante, pobre, sablista e ingenioso, consagrado en exclusiva al arte especialmente la literatura o la pintura. La palabra bohemio se usaba entonces con el significado de "gitano", la que la mayor parte de los gitanos que venían a Francia decían venir de Bohemia; Murger utilizó la denominación para indicar un tipo de vida itinerante, pobre, artista y aventurera. Pero el autor había contraído la tuberculosis, enfermedad entonces terminal: sabía que moriría joven. 
Convertido ya en una celebridad literaria, colaboró en diversas revistas literarias importantes (Revue des Deux Mondes, por caso) y fue un autor dramático exitoso. Ballades et fantaisies (1854) y Les Nuits d'hiver (1861) son las dos colecciones en que compiló su poesía. También escribió novelas y narraciones cortas.
La enfermedad de Murger se agravó y se vio obligado a buscar sosiego abandonando París; se retiró a Marlotte, cerca de Fontainebleau, donde pasó sus últimos años de vida. En 1859 fue condecorado con la Legión de honor; menos de dos años más tarde ya estaba casi sin recursos y convaleciendo en un hospital parisino. El Conde Walewsky, ministro de Napoleón III, envió quinientos francos para ayudar en los gastos médicos, pero ya era tarde: falleció el 28 de enero de 1861. 
Aunque ya existía una versión cinematográfica de Marcel L'Herbier, en 1992 el cineasta finlandés Aki Kaurismäki adaptó La vie de bohème al cine.

## Obras (incompleto)
- Oeuvres complètes, Paris : M. Levy, 1862-67, 6 vols.

### Narrativa
- Les scènes de la vie de bohème (1847-49), muy reimpreso, muy traducido.
- Les scènes de la vie de jeunesse (1851)
- Le pays latin (1851)
- Claude et Marianne Paris: Revue des deux mondes, 1851, 4 vols.
- Propos de ville et propos de théâtre Paris: Michel Lévy Frères Éditeurs, 1853.
- Scènes de campagne (1854)
- Hélène, Bruxelles, A. Lebègue, 1854
- Le roman de toutes les femmes (1854)
- Les buveurs d'eau (1854)
- Le dessous du panier (1855)
- Con Antoine Fauchery, Le dernier rendez-vous / La Resurrection de Lazare (drame par lettres en collaboration avec A. Fauchery). Paris: Michel Lévy frères, 1856.
- Les vacances de Camille. Scènes de la vie réelle Paris: Michel Lévy, 1857.
- Le sabot rouge (1860)
- Madame Olympe Paris: Lévy Michel frères, 1860.
- Le roman du capucin: souvenirs d'Italie, Paris, 1869 (póstuma).

### Teatro
- Con Théodore Barrière, La vie de bohème, pièce en cinq actes, mêlée de chants, etc. Paris: Lévy, 1853.
- Le bonhomme jadis, comédie en un acte, en prose. Paris, M. Lévy frères, 1852
- Le serment d'Horace: comédie en un acte en prose

### Lírica
- Ballades et Fantaisies Paris, Michel Lévy frères, 1854.
- Les nuits d´hiver, 1856, y Paris: Michel Lévy Frères, 1861.